# Sara Montiel
María Antonia Alejandra Vicenta Elpidia Isidora Abad Fernández, bekend als Sara Montiel, (Campo de Criptana, 10 maart 1928 – Madrid, 8 april 2013) was een Spaans zangeres en actrice. 
Als 16-jarig meisje werd Montiel ontdekt door de producer Vicente Casanova. In 1950 ging ze naar Hollywood, waar ze een rol had in de populaire films Vera Cruz, Yuma en Serenade. In 1957 keerde ze terug naar Spanje waar ze een rol kreeg in een van de succesvolste Spaanse film aller tijden, El último cuplé. 
Montiel is vier keer getrouwd geweest; onder andere met de regisseur Anthony Mann en filmproducer José Vicente Ramirez Olalla en de veel jongere Cubaan Tony Hernandez. Ze had twee kinderen. Montiel overleed op 85-jarige leeftijd in Madrid.